# Emendas Constitucionais Iugoslavas de 1953
A Lei Constitucional Iugoslava de 1953 foi um grande pacote de emendas constitucionais à Constituição Iugoslava de 1946, com o objetivo de introduzir a ideia de autogestão na questão constitucional da República Popular Federal da Iugoslávia. Entrou em vigor em 13 de janeiro de 1953. A constituição alterada de 1946 permaneceria no poder até a adoção da Constituição Iugoslava de 1963. 
Este pacote de emendas constitucionais foi aprovado no sexto congresso da Liga dos Comunistas da Iugoslávia. Separou parcialmente as funções políticas partidárias e estaduais e concedeu alguns direitos civis e políticos a indivíduos e repúblicas constituintes. Estabeleceu ainda bases jurídicas para o controle dos trabalhadores sobre as empresas e expandiu o poder governamental local. Estabeleceu a Assembleia Popular Federal com duas câmaras: uma Câmara Federal, representando diretamente as regiões, e uma Câmara de Produtores, representando empresas económicas e grupos de trabalhadores. O poder executivo do governo federal (Conselho Executivo Federal ou FEC) incluía apenas os cinco ministérios que tratam de assuntos nacionais e política externa. A Liga dos Comunistas manteve o controle político exclusivo, com base no credo leninista de que a burocracia estatal iria definhar e que um sistema multipartidário apenas traria instituições burocráticas mais pesadas. 

## Regulamentos
Com base na ordem política e social, a propriedade social dos meios de produção, os autoprodutores na economia, a autogestão dos trabalhadores do município, da cidade e do concelho e dos trabalhadores independentes nas áreas da educação, cultura e serviços sociais foi declarada. 
A Iugoslávia foi proclamada um estado socialista, democrático e federal de nações soberanas e iguais. Todo o poder no país pertencia aos trabalhadores através dos seus representantes nos diversos órgãos, bem como diretamente eleitos, destituição de representantes, assembleias, conselhos e outras formas de autogoverno, que foi declarada base de toda a organização. 
No domínio do órgão representativo isto refletiu-se na introdução do Conselho de Produtores, como sede dos representantes das profissões, para além de sede política. O princípio dicotômico da separação de poderes foi abandonado e a Assembleia Nacional Federal foi proclamada o representante supremo da soberania popular e a autoridade máxima da federação. 
Até então, o mais alto órgão executivo existente, o Presidium da Assembleia Nacional e o Governo foram substituídos por dois órgãos executivos da Assembleia Popular Federal - o Presidente da República e o Conselho Executivo Federal (conhecido como FEC), responsáveis pelo trabalho de montagem, pelo menos no papel. O Presidente da República também foi presidente do Conselho Executivo Federal. 
O centralismo democrático também foi abandonado, os direitos das repúblicas e das regiões autónomas foram aumentados e no município, na cidade e no concelho foi introduzida a autogestão. 